# Benzimidazol-Opioide
Benzimidazol-Opioide sind eine Gruppe von Stoffen, die sich von der Stammverbindung Benzimidazol ableiten und als Opioide wirksam sind. Die schmerzstillende Eigenschaft dieser Stoffe wurde Mitte der 1950er Jahre von der Schweizer Ciba AG entdeckt. Die bedeutendste Untergruppe sind die Nitazen-Opioide, welche seit dem Jahr 2019 in Europa und Nordamerika als Rauschdrogen zunehmend Verbreitung gefunden haben. Aufgrund inakzeptabler Nebenwirkungen gibt es für Benzimidazol-Opioide keine medizinische Anwendung. Die Stoffgruppe wurde im Jahr 2021 in das deutsche Neue-psychoaktive-Stoffe-Gesetz aufgenommen.

## Geschichte
Die pharmazeutische Forschungsabteilung der Ciba AG veröffentlichte im Jahr 1957 die Entdeckung der mäßig analgetischen Wirkung von 1-(β-Diethylaminoethyl)-2-benzylbenzimidazol (Desnitazen). Kurz darauf wurden im Rahmen der Untersuchung von Struktur-Wirkungsbeziehungen die Nitazene entdeckt.

## Struktur-Wirkungs-Beziehungen

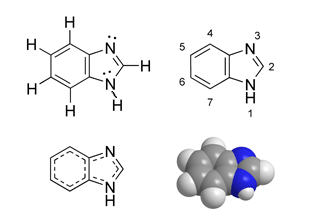
Benzimidazol-Grundkörper

Die Stoffklasse definiert sich chemisch durch Anwesenheit des Grundkörpers Benzimidazol und pharmakologisch durch Opioidaktivität. Die Titelverbindungen leiten sich ab vom historischen Prototyp 1-(β-Diethylaminoethyl)-2-benzylbenzimidazol (Desnitazen). Der Ersatz der N,N-Dialkylamino-Einheit gegen Pyrrolidinyl oder Piperidinyl, der sich in Nitazepyne- und Nitazepipne-Verbindungen findet, gehört zum Spektrum der Designerdrogen. Der Ersatz des Benzyls gegen Thienylmethyl, Piperidinylmethyl, α-Napthylmethyl oder Styryl wirkt sich potenzmindernd aus. Substitution in Stellung 4 des Benzyls wirkt sich auf die analgetische Potenz in folgender Reihenfolge aus: Ethoxy > Isopropyloxy > n-Propyloxy > Methoxy > Methylthio > H/Cl/F > Hydroxy. Die potentesten der bekannten Verbindungen enthalten in Stellung 5 eine Nitrogruppe. Der Ersatz des Benzimidazols gegen ein Indol ist aus den Studien der Ciba AG seit 1963 bekannt.

## Rechtslage
2-Benzylbenzimidazol-3-ethylamino-Verbindungen bis zu einer Molekülmasse von 500 u, die am Aminostickstoff sowie in den Positionen 5, 6 und 2‘ bis 6‘ substituiert sein können, fallen in Deutschland unter das Neue-psychoaktive-Stoffe-Gesetz (NpSG).